# Juxtolena
Juxtolena is een geslacht van vlinders van de familie bladrollers (Tortricidae).

## Soorten
- J. omphalia Razowski & Becker, 1993
- J. oncodina Razowski & Becker, 1994